# Кирхензиттенбах
Кирхензиттенбах (нем. Kirchensittenbach) — община  в Германии, в Республике Бавария.
Подчиняется административному округу Средняя Франкония. Входит в состав района Нюрнбергер-Ланд.  Население составляет 2171 человек (на 31 декабря 2010 года). Занимает площадь 43,21 км². Региональный шифр  —  09 5 74 135. Местные регистрационные номера транспортных средств (коды автомобильных номеров) (нем. Kraftfahrzeugkennzeichen) — LAU.

## Население
По оценке на 31 декабря 2015 года население общины составляет 2033 чел.
| Дата      | 1840 | 1871 | 1900 | 1925 | 1939 | 1950 | 1961 | 1970 | 1987 | 2011 |
| --------- | ---- | ---- | ---- | ---- | ---- | ---- | ---- | ---- | ---- | ---- |
| Население | 1977 | 2348 | 2128 | 2072 | 1756 | 2291 | 1993 | 2082 | 2020 | 2048 |

| Год       | 1960 | 1970 | 1980 | 1990 | 2000 | 2009 | 2010 | 2011 | 2012 | 2013 | 2014 | 2015 |
| --------- | ---- | ---- | ---- | ---- | ---- | ---- | ---- | ---- | ---- | ---- | ---- | ---- |
| Население | 1961 | 2162 | 2066 | 2134 | 2185 | 2179 | 2171 | 2052 | 2030 | 2035 | 2042 | 2033 |